# 坂本直子 (陸上選手)
坂本 直子（さかもと なおこ、1980年11月14日 - 現姓・三藤）は、日本の女子陸上競技（主に長距離走・マラソン）元選手。2004年アテネオリンピック女子マラソン日本代表・7位入賞。兵庫県西宮市出身、現在は広島県福山市在住、2児（長男・次男）の母親。
西宮市立真砂中学校、兵庫県立西宮高等学校を経て、1999年に天満屋に入社。天満屋の元所属選手では、シドニー五輪女子マラソン7位入賞の山口衛里（天満屋ヘッドコーチ）や北京五輪代表の中村友梨香、ロンドン五輪代表の重友梨佐など。現役選手では世界陸上北京大会代表の小原怜、北海道マラソン優勝の前田穂南らが所属している。

## 高校～天満屋入社
西宮高校時代、トラック競技ではインターハイ兵庫県予選3000mで7位、駅伝競走では全国高校駅伝兵庫県予選で3位と、共に全国の舞台に立つ事はなかった。また同県に須磨女子高校（現須磨学園高校）の堀江知佳の存在もあって、無名に近い存在だった。高校卒業後天満屋女子陸上部に所属、暫くはトラック競技や駅伝での出場がメインであったが、天満屋入社から4年近く経過した2003年、満を持してフルマラソン初挑戦を迎える。

## マラソン選手として

### マラソン初挑戦
初マラソンだった2003年1月の大阪国際女子マラソンで、坂本は終始ハイペースの先頭集団に果敢についていった。30km過ぎ、坂本自らロングスパートを開始、優勝の野口みずきとデッドヒートを演じたが、35km過ぎで野口に突き放され、その後2位に入った千葉真子にも長居陸上競技場手前で抜かれて3位に。しかし当時渋井陽子の保持した、初マラソン日本女子最高記録（当時）を更新した（マラソン日本女子歴代記録では当時5位・現在6位。また大阪では野口、千葉、坂本の三人が国内最高の2時間21分台をマーク）。この成績により、世界陸上パリ大会女子マラソン代表に初選出となった。

### 世界陸上パリ大会
2003年8月の世界陸上女子マラソン本番、30Km過ぎまでは先頭集団についていたが、金メダルを獲得したキャサリン・ヌデレバ（ ケニア）がスパートすると、坂本を初め日本女子選手達はついていけずに後退。それでも銀メダルの野口みずき、銅メダルの千葉真子に続き、坂本は4位入賞と健闘した（その内、野口が翌2004年8月開催のアテネオリンピック・女子マラソン代表に即内定）。

### アテネ五輪への挑戦
アテネ五輪女子マラソン国内選考会だった2004年1月の大阪国際女子マラソンでは、気温3.7度の厳しい寒さの中でスタート。有力選手がひしめく先頭集団内の牽制により、最初の5kmと10kmまでの5kmラップが18分台と超スローペースで進み、距離を経るごとにペースは少しずつ上がるも好記録は殆ど望めない勝負だけの争いとなった。大阪城公園内の27km付近で千葉真子が仕掛けるも、坂本らは千葉の飛び出しについていき、千葉、坂本、渋井、大南博美と4人のトップ争いに絞られる。その後30km地点の給水所を過ぎた直後、坂本自ら猛烈な高速スパートを開始すると、2位の千葉らは坂本に全くついていけなくなった。スパートした坂本の30km～35kmの5kmラップは現在でも女子マラソン日本人歴代最速の15分47秒であり、日本人女子マラソン選手では30kmを過ぎてから初めて5kmラップが15分台を記録する超ハイペースだった。そのまま坂本がハイペースで逃げ切り、アテネ五輪の切符を手繰り寄せる念願のフルマラソン初優勝を果たした。

### アテネ五輪代表決定
2004年3月の日本陸連の理事会において、坂本は同年アテネ五輪女子マラソンの代表へ最後の3番目で選出された。なお坂本と最後の椅子を争った相手は、前回シドニー五輪女子マラソン覇者の高橋尚子だったが、その高橋がアテネ五輪落選となり、当時大きな波紋を呼んだ（他代表選手は野口みずきと土佐礼子。補欠は千葉真子）。

### オリンピアード
2004年8月のアテネ五輪女子マラソン本番迄の坂本は、故障による調整不足で体調も不十分のまま、本番レースを迎えた。レース前半のスローペースには何とかついたものの、中盤の25km付近から野口みずきがロングスパートを仕掛けると、坂本を初め強豪選手達が次々に遅れ始めていった。それでも坂本は最後迄粘り強く走り続け、結果7位入賞の成績でゴールインした（野口が優勝し五輪金メダル獲得、土佐礼子は5位と、日本女子3選手全員入賞を果たした）。

### 故障続きの挫折・復活ならず
アテネ五輪後は2005年11月の淡路島女子駅伝競走大会出走後、度重なる故障に悩まされる。2007年に復帰戦として同年7月8日の札幌国際ハーフマラソンに出走（ゴールタイムは1時間14分28秒で30位）。2007年9月のベルリンマラソンでは日本女子トップの5位でゴールした。
しかし右足首の痛みが再発し、2008年8月の北京オリンピックの女子マラソン国内選考会だった、同年1月の大阪国際女子マラソンへの出走を回避。国内最終選考会である同年3月の名古屋国際女子マラソンに強行出場。28Km過ぎの折り返し地点で自らスパートを仕掛ける場面もあったが、32km手前で優勝争いから脱落、結局10位に終わる（同天満屋所属で高校の後輩の中村友梨香が優勝、北京五輪代表入りに）。これにより、坂本の2大会連続の五輪出場は果たせなかった。
2009年8月の北海道マラソンへ約1年半ぶりのフルマラソンに出走（昨2008年の同大会は欠場）したが、レース序盤から優勝争いに加われず13位に留まる。2010年10月のシカゴマラソンでは29位に終わったが、2011年2月の横浜国際女子マラソンでは10位に入った。 
2012年8月開催のロンドンオリンピック女子マラソン国内選考会、2012年1月の大阪国際女子マラソンは一般参加選手で出場した。しかし数日前風邪を引いた影響もあってか、15Km過ぎにハイペースの先頭集団から脱落、結果10位と復活はならなかった（同天満屋所属の重友梨佐が優勝、ロンドン五輪代表入りに）。

## 現役引退
2013年1月20日、選抜女子駅伝北九州大会の1区に出場。自身は区間7位だったが、後続の選手が奮起し天満屋チームが優勝。同駅伝を走り終えた後、坂本は「もう一回世界で戦いたいと思ったが、そういう練習が出来なくなった」として現役を退くことを表明、同年3月19日に岡山市で引退記者会見を行った。
2014年11月23日開催の神戸マラソンに出場した、元阪神タイガースの捕手・矢野燿大にマラソンコーチとしてアドバイス、結果矢野は3時間55分37秒で完走（因みに坂本は出身地の西宮市・甲子園球場が本拠地である阪神タイガースの熱烈なファンでも有る）。
2019年9月10日、MAZDA Zoom-Zoom スタジアム広島で行われた広島東洋カープ vs 中日ドラゴンズ戦で始球式を担う。先発の大瀬良大地投手に「マエケン体操やっていいですか？」と許可を得てマウンド上で披露、観客を沸かせたが、投球は当日解説を務めていた山内泰幸のＵＦＯ投法を模写して行うも、マウンドにかなり近い部分からバウンド。超ボテボテのゴロのような投球が左に大きく逸れ、打席に立った大島洋平選手から思わず失笑されてしまうほどだった。
近い現在は、天満屋陸上部アドバイザーとして後輩らのサポートを担当する傍ら、2021年に代表としてLazo Running Teamを設立、2024年には中村友梨香と共に神戸学院大学女子駅伝競走部のアドバイザーに就任するなど学生・市民ランナーに向けてランニング指導者としても活動中。

## 記録（マラソン全成績）
| 年月日         | 大会                           | 順位 | 記録          | 備考                                |
| -------------- | ------------------------------ | ---- | ------------- | ----------------------------------- |
| 2003年01月26日 | 大阪国際女子マラソン           | 3位  | 2時間21分51秒 | 初マラソン日本女子最高記録、歴代5位 |
| 2003年08月31日 | 世界陸上パリ大会女子マラソン   | 4位  | 2時間25分25秒 | 4位入賞、団体戦日本女子金メダル獲得 |
| 2004年01月25日 | 大阪国際女子マラソン           | 優勝 | 2時間25分29秒 | マラソン初優勝                      |
| 2004年08月22日 | アテネオリンピック女子マラソン | 7位  | 2時間31分43秒 | 五輪7位入賞                         |
| 2007年09月30日 | ベルリンマラソン               | 5位  | 2時間28分33秒 | .                                   |
| 2008年03月09日 | 名古屋国際女子マラソン         | 10位 | 2時間30分21秒 | .                                   |
| 2009年08月30日 | 北海道マラソン                 | 13位 | 2時間40分43秒 | .                                   |
| 2010年10月10日 | シカゴマラソン                 | 29位 | 2時間44分47秒 | .                                   |
| 2011年02月20日 | 横浜国際女子マラソン           | 10位 | 2時間35分17秒 | .                                   |
| 2012年01月29日 | 大阪国際女子マラソン           | 10位 | 2時間39分27秒 | マラソンでは現役最後のレース        |